# În gura presei
„În gura presei” este o emisiune de televiziune românească de tip pamflet, realizată și prezentată de Mircea Badea. Emisiunea a debutat pe 13 septembrie 2004 la postul de televiziune Antena 1, iar ulterior a fost mutată pe Antena 3 CNN, unde este difuzată în prezent.
Formatul emisiunii constă în comentarii satirice și critice asupra evenimentelor din presa românească' cu subiecte variate: politică, sport, showbiz și societate. Mircea Badea este cunoscut pentru stilul său direct, ironic și adesea controversat.
Emisiunea a fost adesea subiect de dezbatere în spațiul public, iar Consiliul Național al Audiovizualului (CNA) a sancționat de mai multe ori emisiunea și prezentatorul pentru limbaj nepotrivit sau conținut considerat inadecvat.

## Format
Emisiunea este de tip monolog și are un format simplu: Mircea Badea stă la un birou, în fața unei camere de filmat, și comentează ironic evenimentele recente din presă și politică. Comentariile sunt presărate cu sarcasm, ironie, umor negru și uneori critică dură. 
Subiectele sunt preluate din ziare, site-uri de știri sau televiziuni și sunt proiectate pe un ecran aflat în platou. Emisiunea se încheie deseori cu exerciții fizice făcute în direct, o marcă personală a prezentatorului.

## Controverse
În gura presei a fost sancționată în mai multe rânduri de CNA pentru limbaj licențios, conținut inadecvat și atacuri la persoană. Emisiunea a fost considerată de unii critici ca fiind părtinitoare politic și excesiv de agresivă în ton.
Mircea Badea a fost acuzat că încurajează polarizarea și conflictul verbal, devenind una dintre cele mai controversate figuri ale televiziunii românești. În același timp, emisiunea și-a menținut o audiență loială datorită stilului direct și fără menajamente.